# Psednos balushkini
Psednos balushkini és una espècie de peix pertanyent a la família dels lipàrids.

## Descripció
- Fa 8,4 cm de llargària màxima.
- Nombre de vèrtebres: 57.[5]

## Hàbitat
És un peix marí i batidemersal que viu entre 914 i 978 m de fondària al talús continental.

## Distribució geogràfica
Es troba al Pacífic sud-occidental: les costes del mar de Tasmània davant de Nova Gal·les del Sud (Austràlia).

## Costums
És bentònic.

## Observacions
És inofensiu per als humans.